# Мон-Трамблан
Мон-Трамблан (фр. Mont-Tremblant) — город и популярный горнолыжный курорт в канадской провинции Квебек (региональный округ Ле-Лорантид в административном районе Лаврентиды). Пользуется высокой популярностью среди  канадцев и жителей США как зимой, так и в другие сезоны.
Город Мон-Трамблан, центр горнолыжного курорта, частично состоит из разноцветных деревянных домов в историческом стиле, частично из гостиничных комплексов, напоминающих Диснейленд. Места в гостиницах нередко раскупаются за несколько месяцев вперёд.
До города можно добраться по провинциальному квебекскому шоссе 117, которое является частью Трансканадского шоссе.

## География
Мон-Трамблан расположен в Лаврентийских горах у подножия горы Трамблан (968 м), примерно в 130 км к северо-западу от Монреаля и в 140 км к северо-востоку от Оттавы. Через город протекает река Ривьер-дю-Дьябль («Чёртова река»), которая впадает в Ривьер-Руж («Красную реку») в 7 км южнее. К северу от города находится Национальный парк Мон-Трамблан, старейший и крупнейший национальный парк в провинции Квебек (площадью 1510 км²).

## Спорт
- Примерно в 14 км к северу от города находится трасса Мон-Трамблан, автомобильная гоночная трасса длиной 4265 м, на которой проводились многочисленная гонки, в том числе Формулы 1 (1968 и 1970 гг).
- С 2012 года ежегодно проводится фестиваль Ironman Mont-Tremblant. 20 августа 2017 г. он был отмечен в шестой раз.

## Религия
В Мон-Трамблане находится Монастырь Магнификата седевакантистов Апостола бесконечной любви.

## Город-партнёр
С 1990 года город имеет дружеские и партнёрские отношения с французским горнолыжным курортом Шатель в регионе Верхняя Савойя.

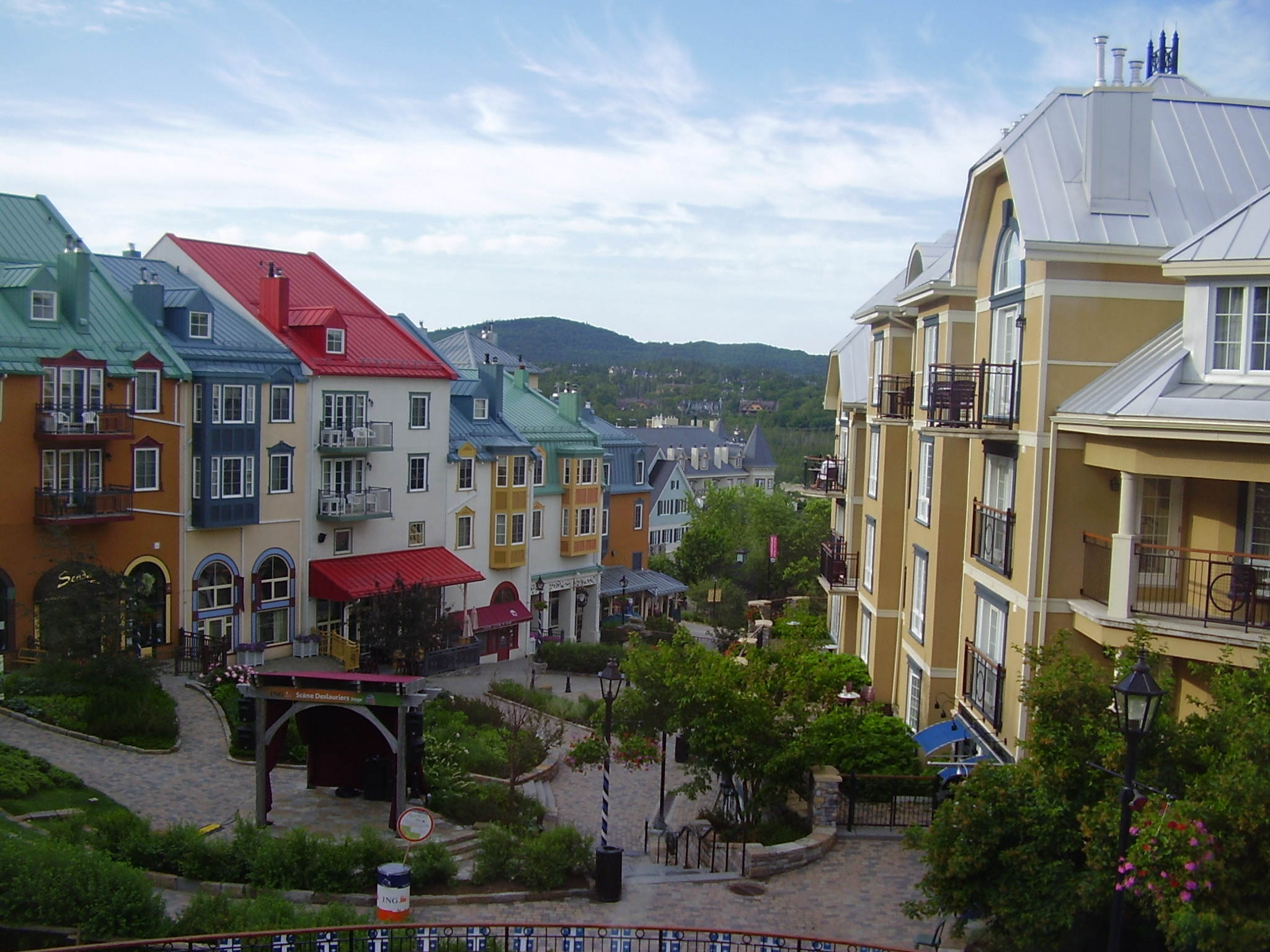
Курорт Мон-Трамблан
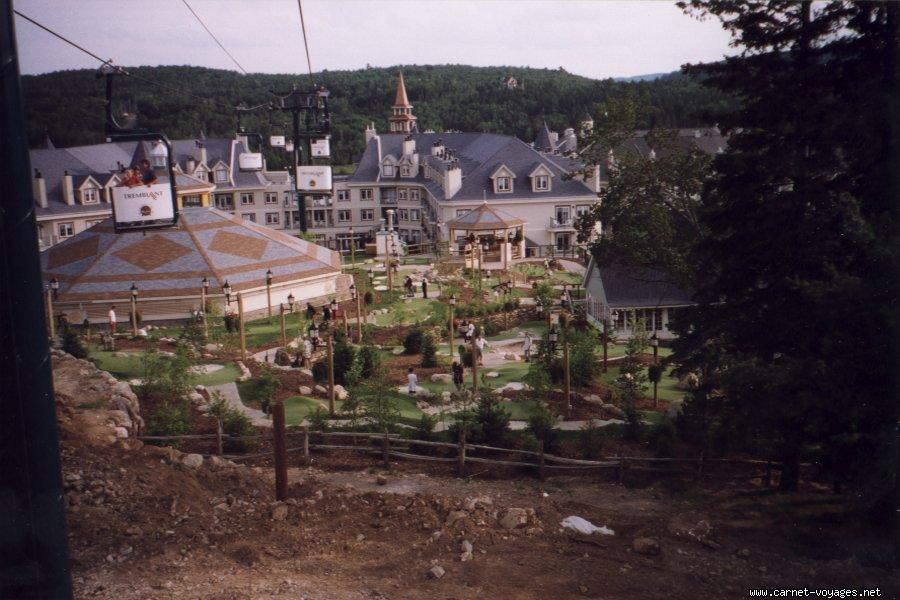
Центр Мон-Трамблана
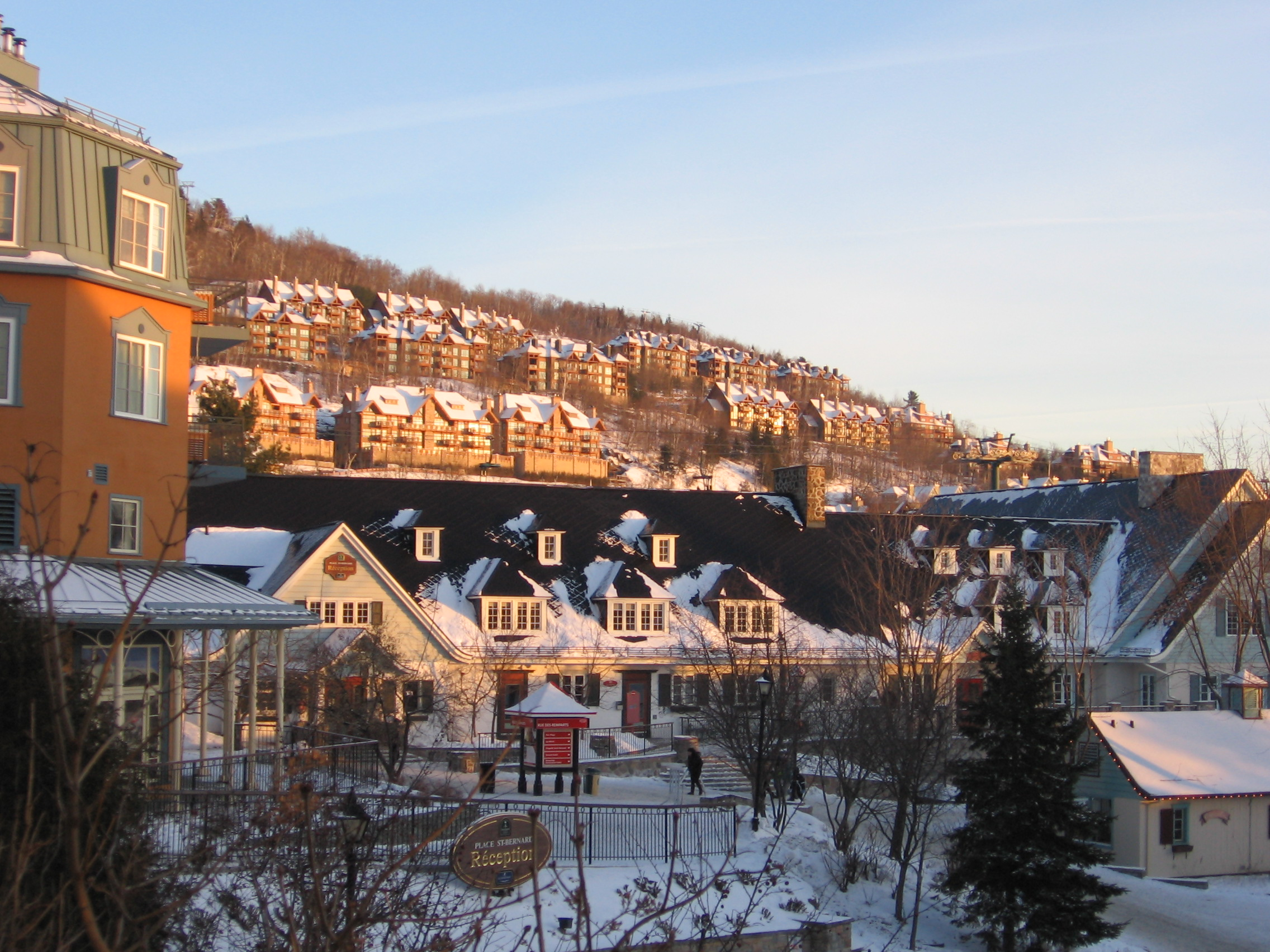
Деревня Мон-Трамблан